# Grand Slam de Vela
Grand Slam de Vela (Sailing Grand Slam en idioma inglés) es una competición de vela organizada por la Federación Internacional de Vela. Anteriormente se denominó Copa del mundo de vela (ISAF Sailing World Cup originalmente y World Sailing World Cup Series posteriormente), cambiando de nombre en 2025. 
Consiste en una serie de pruebas que se celebran anualmente en diferentes partes del mundo durante la temporada y que cuentan para una clasificación final por clases. Solamente compiten cada cuatro años que dura una olimpiada las clases olímpicas que se incluirán en los siguientes Juegos Olímpicos.

## Historia
Su primera edición se disputó en la temporada 2008-09. En ella se adjudicaban desde 20 puntos al barco ganador de cada evento a 1 punto al clasificado en el vigésimo puesto, generando la clasificación final de las series por orden de la suma de puntos.
En julio de 2014 se aprobó la creación de una regata final (ISAF Sailing World Cup Final) con los mejores clasificados de cada clase. La primera final se disputó en Abu Dabi del 26 al 30 de noviembre de 2014.

## Eventos
| Temporada                   | Regatas |
| Copa del Mundo de Vela 2009 | Sail Melbourne, Rolex Miami, Princesa Sofía Mallorca, Semana de Hyères, Delta Lloyd Medemblik, Semana de Kiel, Sail for Gold Weymouth                                                             |
| Copa del Mundo de Vela 2010 | Sail Melbourne, Rolex Miami, Princesa Sofía Mallorca, Semana de Hyères, Delta Lloyd Medemblik, Semana de Kiel, Sail for Gold Weymouth                                                             |
| Copa del Mundo de Vela 2011 | Sail Melbourne, Rolex Miami, Princesa Sofía Mallorca, Semana de Hyères, Delta Lloyd Medemblik, Semana de Kiel, Sail for Gold Weymouth                                                             |
| Copa del Mundo de Vela 2012 | Sail Melbourne, Rolex Miami, Princesa Sofía Mallorca, Semana de Hyères, Delta Lloyd Medemblik, Semana de Kiel, Sail for Gold Weymouth                                                             |
| Copa del Mundo de Vela 2013 | Sail Melbourne, Rolex Miami, Princesa Sofía Mallorca, Semana de Hyères |
| Copa del Mundo de Vela 2014 | Qingdao, Melbourne, Miami, Princesa Sofía Mallorca, Hyères |
| Copa del Mundo de Vela 2015 | Qingdao, Abu Dabi (Final), Melbourne, Miami, Hyères, Weymouth y Portland |
| Copa del Mundo de Vela 2016 | Melbourne, Miami, Hyères, Weymouth y Portland, Qingdao, Melbourne (Final) |
| Copa del Mundo de Vela 2017 | Miami, Hyères, Santander (Final) |
| Copa del Mundo de Vela 2018 | Gamagōri, Miami, Hyères, Marsella (Final) |
| Copa del Mundo de Vela 2019 | Enoshima, Miami, Génova, Marsella (Final) |
| Copa del Mundo de Vela 2020 | Enoshima, Miami, Génova (cancelada), Enoshima (Final)(cancelada) |
| Copa del Mundo de Vela 2021 | Medemblik |
| Copa del Mundo de Vela 2022 | Palma de Mallorca, Medemblik |
| Copa del Mundo de Vela 2023 | Palma de Mallorca, Hyères, Almere, Kiel |
| Copa del Mundo de Vela 2024 | Palma de Mallorca, Hyères, Almere, Kiel |
| Grand Slam de Vela 2025     | Trofeo Su Alteza Real Princesa Sofía (Palma de Mallorca), Semaine Olympique Française (Hyères), Dutch Water Week (Almere), Semana de Kiel (Kiel), Long Beach Olympic Classes Regatta (Long Beach) |